# Lista över långa personer med anknytning till Sverige
242 cm

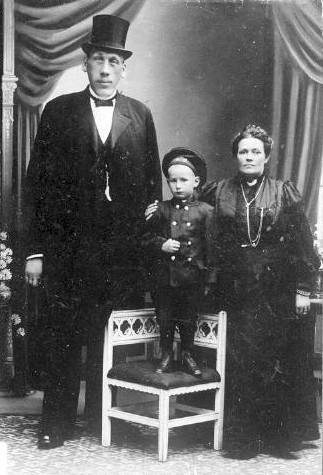
Gustaf Edman med sin fru Anna och sonen Gustaf.

- Gustaf Edman (1882–1912) – Sveriges längsta man någonsin
- 239 cm.
- Emanuel Andersson, Tibro jätten

220 cm
- Mattias Markusson (född 1996) - svensk landslagssspelare i basket

- Ställbergsjätten (1857–1918), gruvarbetare i Grängesberg

218 cm
- Chris Christoffersen (född 1979) – dansk basketspelare, tidigare Södertälje BBK-spelare[1]
- Kristina Larsdotter ("Långa lappflickan"/"Stor-Stina"/"Stina Kajsa") (1819–1854) – samekvinna från Malå sameby i Lappland[2]

217 cm
- Per-Ola Karlsson (född 1970) – svensk tidigare basketspelare, utsedd till Sveriges längsta vid Guinness rekordturné 2007[3]

214 cm
- Göran Eriksson (född 1958) – svensk tidigare basketspelare[4]
- Joakim Kjellbom (född 1979) – svensk basketspelare.[5]

211 cm
- Maciej Lampe (född 1985) – polsk basketspelare uppväxt i Stockholm[6]
- Joakim Noah (född 1985) – amerikansk-svensk-fransk basketspelare[7]